# Emil Frank (Kaufmann)
Israel Emil Frank (* 11. Juli 1878 in Wittlich; † 21. Juni 1954 in Utica, New York) war ein deutschamerikanischer Kaufmann und Vorsteher der jüdischen Gemeinde in Wittlich. Er ist Namensgeber des am 19. November 1997 eröffneten Emil-Frank-Instituts an der Universität Trier und der Theologischen Fakultät Trier, das der Begegnung von Juden und Nichtjuden dient.

## Herkunft und Leben
Emil Frank war ein Sohn der jüdischen Eheleute Isaak Frank (1843–1912) und Rosalie Reiza Frank, geb. Müller (1849–1936) aus Wittlich. Nach dem Besuch der Höheren Knabenschule in Wittlich und eines Gymnasiums in Trier erlernte er in Mülheim an der Ruhr den Beruf des Kaufmanns. Im Jahre 1902 trat er in das 1870 gegründete Wittlicher Textilkaufhaus seines Großvaters und Rabbiners Abraham Israel Frank (1804–1872) ein und übernahm dieses Geschäft im Jahr 1912. Während des Ersten Weltkriegs war er Soldat des Deutschen Kaiserreichs und 1920 wurde er Vorsteher der jüdischen Gemeinde in Wittlich. Nachdem er bereits seit 1925 der Repräsentanz der etwa 250 Personen umfassenden jüdischen Gemeinde Wittlich angehört hatte, war Emil Frank, wie schon sein Großvater und sein Vater, von 1926 bis 1936 erster (und zugleich auch dessen letzter) Vorsitzender.
Emil Frank genoss wegen seines Geschäftsgebarens, seiner Freundlichkeit, Güte und Hilfsbereitschaft ein hohes Ansehen in der Wittlicher Bevölkerung. Er war sowohl Vorstandsmitglied der Freiwilligen Feuerwehr Wittlich als auch Mitglied der Moselloge des jüdischen Ordens B’nai B’rith (deutsch „Söhne des Bundes“).

## Flucht aus Deutschland

### Erste Ausreise 1936
Als Franks Textilgeschäft im Frühjahr 1936 „arisiert“ worden war, übernahm es der Nachfolger Matthias Wendel mit der Ankündigung der Neueröffnung für den 5. März 1936. Emil und seine Schwester Clementine Frank-Weil (1875–1950) verließen Wittlich am 5. Juni 1936 und wohnten anschließend für kurze Zeit in Koblenz. Nachdem er zuvor sein für die Ausreise aus Deutschland und die anschließende Emigration in die Vereinigten Staaten notwendiges VISA in Köln am 14. Mai 1936 mit der Nummer PV 1089 erhalten hatte, ist er am 20. Juni 1936 mit dem Passagierschiff S. S. Statendam von Rotterdam abgereist und am 27. Juni 1936 in New York angekommen. Mit ihm reiste seine Schwester Clementine Frank-Weil, die ebenfalls zuvor in Köln ein Visa mit der Nummer PV 1090 erhalten hatte. Als Freund hatte Emil Frank seinen Schwiegersohn, Paul Kahn angegeben.

### Zweite Ausreise 1941
Frank muss im Zeitraum von 1936 bis 1941 nach Deutschland zurückgekehrt sein, ohne dass dafür die Umstände, Gründe, Dokumente oder ein entsprechendes Datum bekannt wären. Sicher ist jedoch, dass der Polizeipräsident von Koblenz Emil Frank und seiner Schwester Clementine Frank-Weil am 24. Juli 1941 eine Erlaubnis zur einmaligen Ausreise über Spanien und Portugal in die Vereinigten Staaten erteilte. Die Reichsvereinigung der Juden in Deutschland sammelte in Berlin die jüdischen Ausreiseberechtigten und organisierte die Ausreise mit der Deutschen Reichsbahn, wobei den Franks klargemacht wurde, dass den entsprechenden Devisenbestimmungen zufolge nur 10 RM mitgenommen werden dürften. Am 30. August 1941 erreichten sie zunächst Spanien und am 10. September 1941 Portugal. Obwohl beide über ein gültiges Visum für die USA verfügten, konnten sie keine direkte Schiffspassage dorthin erhalten. Sie mussten stattdessen ein Transitvisum für Kuba zu je 600 Dollar erwerben und erreichten schließlich Havanna am 2. März 1942. Finanziert wurde die Reise durch ihren Neffen Alfred Cohn, der vor Beginn der Reise für beide 2.800 Dollar bei einer Koblenzer Bank hinterlegt hatte.
Einer Ausweiskarte zufolge wurden Emil und Clementine Frank am 1. Mai 1942 in das Internierungslager Tiscornia im Havannaer Viertel Casablanca überstellt (Lage), das offiziell als Einwanderungslager deklariert war und Neuankömmlinge auf ihre politische Gesinnung überprüfte. Hintergrund für diese Maßnahme dürfte sicherlich der Umstand gewesen sein, dass die USA ab 1938 ein Quotensystem für einreisewillige Flüchtlinge eingeführt hatten, demzufolge die Anzahl der Emigranten eine jährliche Höchstgrenze nicht übersteigen durfte. Die kubanische Regierung nutzte diesen Umstand offensichtlich aus, um von den Flüchtlingen Gelder einzufordern. Einem Dokument der kubanischen Emigrationsbehörde zufolge musste Clementine Frank 107 sogenannte Tagegelder für ihren Aufenthalt in Tiscorna zahlen, was insgesamt einem Betrag von 107 Peso entsprach. Am 19. August 1942 erhielten die Geschwister die Möglichkeit einer indirekten Einreise in die USA, wo sie am 18. September 1942 in Miami ankamen, um von dort nach Utica, zur Tochter von Emil Frank, Else (1908–1972) und ihrem Ehemann Paul Cahn (1900–1970) weiterzureisen, der dort eine Hautarztpraxis betrieb.

### Aufenthalt in den Staaten
1947 erhielten die Franks die amerikanische Staatsbürgerschaft und Emil Frank musste sich mangels Arbeit und vermutlich aufgrund seines fortgeschrittenen Alters als Hausierer verdingen, der mit nur geringen Englischkenntnissen Schnürsenkel und Schuhbürsten an den Türen feilbot. 1957 schrieb Else Frank im Rahmen der deutschen Wiedergutmachung über ihren Vater folgende Worte:

„Als mein seliger Vater durch nationalsozialistische Maßnahmen gezwungen war, Wittlich zu verlassen, sandten wir ihm ein Visum für nach hier und er kam 1942 mittellos in [den] U.S.A. an. Da es uns damals selbst nicht gut ging, war mein seliger Vater gezwungen, sein Leben selbst zu verdienen, und er ging hausieren. Seine Verdienste waren sehr minimal, und als er krank wurde, hat er ganz aufgehört.“

Obwohl Frank nur über wenige Geldmittel verfügte, sandte er Freunden wie der Familie des Wittlicher Bürgermeisters Matthias Joseph Mehs CARE-Pakete. Über die Repressalien die Frank während der Arisierung in Wittlich 1936 erlitten hatte, berichtet er im Jahr 1948 an Mehs:

„Ich hätte mein Haus nie verkauft, wenn die GESTAPO Regierung in Trier und das Landratsamt Wittlich mich nicht gezwungen hätten mein Haus innerhalb von 14 Tagen nur an Wendel für einen lächerlichen Preis zu verkaufen, obwohl mir von anderer Seite 25.000 RM geboten waren. Wenn Wendel nicht in der Partei und kein Nazi gewesen wäre, dann hätte er das Haus niemals bekommen. Man hat mir mit KZ gedroht und mich so mürbe gemacht, bis ich, um mein Leben zu retten, darin einwilligen musste. Das Geld von dem Haus musste auf ein Sperrkonto hinterlegt werden und ich habe niemals etwas davon zu sehen bekommen. Es ist der reinste Schwindel und es gäbe keine Gerechtigkeit mehr, wenn dies nicht gutgemacht würde“

Mit Bürgermeister Mehs war Emil Frank wohl enger befreundet, so hatte er ihm vor seiner Abreise nach Amerika ein Konvolut der Synagogenakte zur Aufbewahrung anvertraut und später verband beide eine stetige Korrespondenz. Emil Frank verstarb 75-jährig am 21. Juni 1954 in Utica in den Vereinigten Staaten, einem Land, indem er sich aufgrund seiner Bindung zur Heimat nie wirklich wohl gefühlt hatte. In Utica wurden er neben seiner Schwester Clementine, die bereits am 18. Juni 1950 verstorben war, bestattet.

## Film
- 1992: „Es war ein Stück von seinem Herzen“ – Die Geschichte eines Schrankes und seines jüdischen Besitzers von Ursula Junk (1940–2005) und Gert Monheim.[7][8]